# Ідрійське Крниці
Ідрійске Крнице (словен. Idrijske Krnice) — розсіяне поселення в горах північний захід від Сподня Ідрія, в общині Ідрія, Регіон Горишка, Словенія. Висота над рівнем моря: 959,9 м.